# Ida Hubáčková
Ida Hubáčková (ur. 1 października 1954 w Pradze) – czechosłowacka hokeistka na trawie, medalistka olimpijska.
Uczestniczka letnich igrzysk olimpijskich w Moskwie w 1980. Wystąpiła we wszystkich pięciu spotkaniach, w których strzeliła dwie bramki (po jednej w spotkaniu z Indiami i Zimbabwe). Czechosłowackie hokeistki w swoim jedynym występie olimpijskim zdobyły srebrny medal.
Występowała w klubie TJ Hostivař, z którego przeniosła się do Slavii Praga. Z tym klubem w latach 1974-1980 zdobywała mistrzostwa kraju. W latach 1975–1978 grała w Pucharze Europy (w 1976 Slavia zajęła trzecie miejsce). Karierę sportową zakończyła po zawodach olimpijskich z powodu kontuzji, została trenerką żeńskiej sekcji Slavii Praga.